# Diaphorus consanguineus
Diaphorus consanguineus är en tvåvingeart som beskrevs av Harmston och Frank Hall Knowlton 1963. Diaphorus consanguineus ingår i släktet Diaphorus och familjen styltflugor.
Artens utbredningsområde är Kalifornien. Inga underarter finns listade i Catalogue of Life.